# Miloš Krasić
Miloš Krasić (serbisch-kyrillisch Милош Красић; * 1. November 1984 in Titova Mitrovica, SR Serbien, SFR Jugoslawien) ist ein ehemaliger serbischer Fußballspieler. Von 2006 bis 2011 spielte er für die serbische Nationalmannschaft.

## Karriere

### Im Verein
Miloš Krasić spielte seit seinem 14. Lebensjahr beim FK Vojvodina, für den er in der Saison 2001/02 bereits Stammspieler in der serbisch-montenegrinischen Prva liga Srbije i Crne Gore war. Wegen seiner hervorragenden Leistungen beim Fußballwettbewerb der Olympischen Sommerspiele 2004 (1 Tor) wurde er vom russischen Verein ZSKA Moskau verpflichtet.
Mit den Moskauern gewann er im Sommer 2005 den UEFA-Pokal – er kam während des Wettbewerbs zu drei Einsätzen und wurde im Endspiel in der 67. Minute eingewechselt; im für die Moskauer erfolglosen folgenden Superpokalspiel gegen den FC Liverpool spielte er ebenfalls. Krasić konnte zweimal mit ZSKA in der Premjer-Liga die Meisterschaft erringen und jeweils viermal den nationalen Pokal und den Supercup gewinnen.
Mit der Übergabe der Auszeichnung Zlatna Lopta (Goldener Ball) am 28. Dezember 2009 wurde Miloš Krasić vom serbischen Fußballverband zum besten Fußballspieler Serbiens 2009 gewählt.
Im August 2010 wurde nach mehrmonatigen Verhandlungen Miloš Krasićs Wechsel zu Juventus Turin bekannt gegeben. Der italienische Rekordmeister zahlte 15 Millionen Euro Ablöse für den Serben, der einen Vierjahresvertrag unterzeichnete. Krasić hatte neben dem von Juventus unter anderem Angebote von Manchester City und Fenerbahçe Istanbul vorliegen.
Nach einem guten Beginn bei Juventus fiel Krasić in ein Formtief und nach der Ankunft von Trainer Antonio Conte, in dessen Plänen der Serbe keine Rolle spielte, wurde Krasić nur noch sporadisch eingesetzt. Während der Sommer-Transferperiode 2012 bemühte sich Fenerbahçe Istanbul ein weiteres Mal um Krasić, dieses Mal jedoch erfolgreich. Anfang August 2012 gab der Club die Verpflichtung des Serben bekannt. Er wechselte für 7 Millionen Euro und wird bei Fenerbahçe einen 4-Jahres-Vertrag unterschreiben. Im September 2015 wechselte er ablösefrei zum polnischen Klub Lechia Gdańsk, wo er einen 2-Jahres-Vertrag unterschrieb.

### In der Nationalmannschaft
Miloš Krasić war Stammspieler der U-21-Auswahlen Serbien und Montenegros bzw. Serbiens. Während er bei der U-21-EM 2004 zwar im Kader stand, aber ohne Einsatz blieb, war er bei olympischen Fußballturnier im selben Jahr bereits Stammspieler, auch bei den U-21-Europameisterschaften 2006 und 2007 war er jeweils Stammkraft und mitverantwortlich für das Erreichen des Halbfinales bzw. des Endspiels. Schon vor der U-21-EM wurde er in die serbische Auswahl der Herren berufen. Am 24. März 2007 stand er beim Qualifikationsspiel zur Euro 2008 gegen Kasachstan erstmals für Serbien auf dem Platz. Seitdem bestritt er 46 Länderspiele und erzielte 3 Tore.

## Erfolge

### Im Verein
- ZSKA Moskau (2004–2010)
  - UEFA-Pokal-Sieger: 2004/05
  - Russischer Meister (2): 2005, 2006
  - Russischer Supercupsieger (4): 2004, 2006, 2007, 2009
  - Russischer Pokalsieger (4): 2004/05, 2005/06, 2007/08, 2008/09

- Juventus Turin (2010–2012)
  - Italienischer Meister: 2011/12

- Fenerbahçe SK
  - Türkischer Pokalsieger: 2012/13
  - Türkischer Supercup-Sieger: 2014

### Individuelle Erfolge und Ehrungen
- Serbischer Fußballspieler des Jahres: 2009

## Sonstiges
Er ist verheiratet und hat eine Tochter.